# 瑞士 (摩泽尔省)
瑞士（法語：Suisse，法語發音：[sɥis] ⓘ）是法国摩泽尔省的一个市镇，属于福尔巴克-布莱摩泽尔区。

## 地理
瑞士（48°57'57"N, 6°34'46"E）面积5.03 平方千米，位于法国大東部大區摩泽尔省，该省份为法国东北部内陆省份，是洛林的一部分，西南接默尔特-摩泽尔省，东临下莱茵省，北与卢森堡和德国接壤。
与瑞士接壤的市镇（或旧市镇、城区）包括：布吕朗日、代斯特里、安什维尔、朗德罗夫、通维尔。

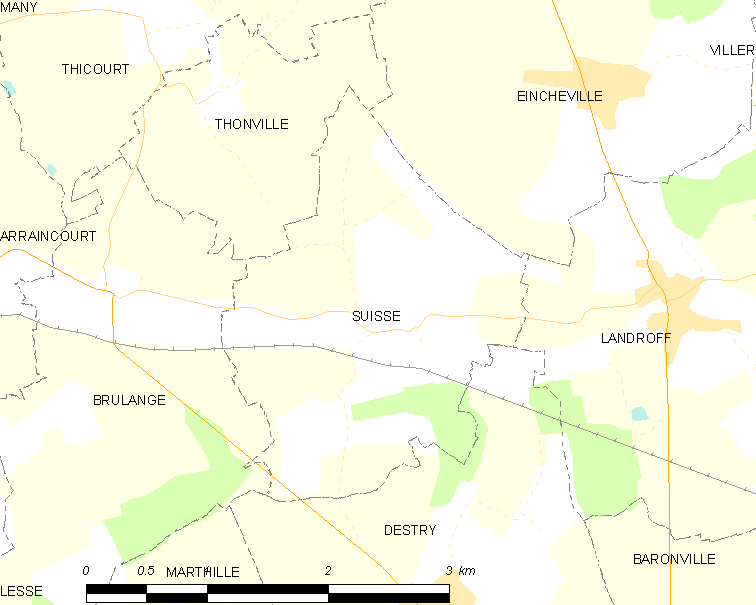
的OSM定位图

瑞士的时区为UTC+01:00、UTC+02:00（夏令时）。

## 行政
瑞士的邮政编码为57340，INSEE市镇编码为57662。

## 政治
瑞士所属的省级选区为萨拉尔布县。

## 人口

1962-2008年间人口变化图示

瑞士于2022年1月1日时的人口数量为95人。